# Vilamolat de Mur
El poble de Vilamolat de Mur és una entitat de població del municipi de Castell de Mur, al Pallars Jussà. Antigament pertanyé fins al 1972 al municipi de Mur, actualment desaparegut. És a la part de ponent del terme (tant l'actual com el primitiu), al nord d'aquest sector del municipi, i a prop i al nord del castell de Mur.

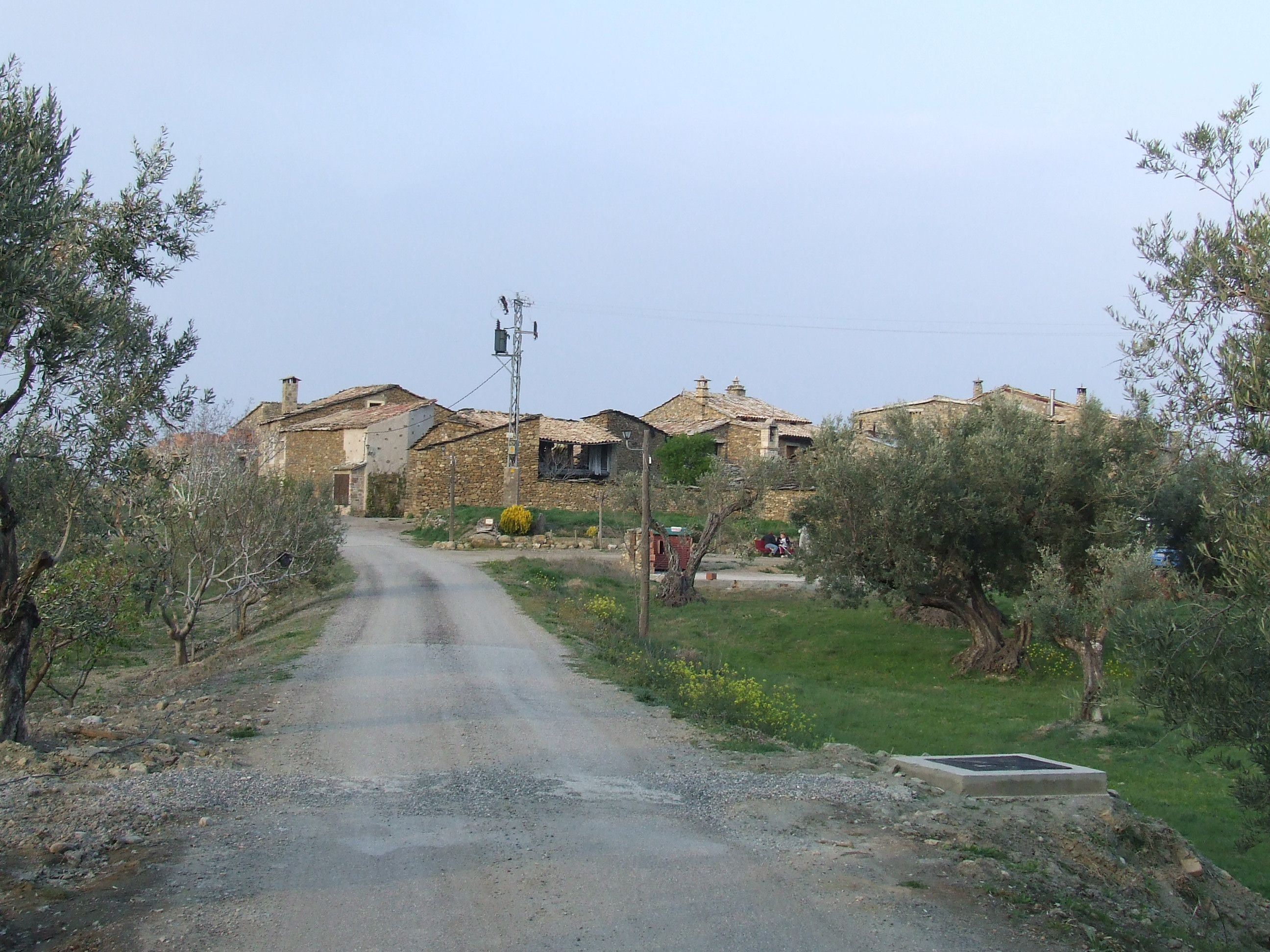
El poble des de la carretera, al sud

El poble nasqué a redós del castell de Vilamolat, les restes del qual es drecen un xic per damunt del poble, al seu sud-est. Ha estat sempre un poble petit, que ha mantingut sempre, encara actualment, una població al voltant de la vintena d'habitants.
Com que Vilamolat de Mur era pràcticament al centre de l'antic terme municipal de Mur, exercí en bastants aspectes de cap de municipi. Hi havia, per exemple, l'escola municipal de tot el terme. També havia tingut l'únic molí del terme de Mur.
En el Diccionario geográfico... de Pascual Madoz, publicat el 1845, esmenta breument Vilamolat de Mur dient que és en un petit pla, i té quatre cases agrupades i una més no gaire lluny.
A part de les cases agrupades en el nucli urbà, Vilamolat de Mur té diverses masies, algunes en ruïnes: Casa Ginebrell, Casa Josep, el Corral de Sant Miquel, i d'altres. També hi ha, al nord del poble, l'ermita de Sant Gregori.
Actualment hi consta Casa Batalla, Casa el Nin, Casa Petit, Casa Fontana, Casa Pallarés, Casa Nadal, Casa Monsó, Casa Miret, Casa Tarrat, Casa Om, Casa Roca i Casa Josep.
Vilamolat de Mur té aigües abundoses en els seus entorns: hi ha un bon nombre de fonts que en garanteixen el subministrament. Hi destaquen la Font del Boix, Font Vella, la del Ruc, la de Sant Gregori, la del Segalar, la del Toll, la Font Freda, la Font de Miret, la de Josep i la Font Truïda.

## Etimologia
Vilamolat sol ja és un nom compost, que explicarem tot seguit. L'afegitó de Mur és a causa de la seva pertinença al veí castell de Mur.
Joan Coromines explica aquest topònim a partir de dues arrels. La primera, és la de la paraula vila, en aquest cas derivada del llatí villa, que era el nom aplicat a l'explotació agrària, amb un nombre considerable de pobladors, de l'època romana tardana o de l'alta edat mitjana. La segona, molat, segurament té a veure amb un nom propi, Emolat, procedent d'envolat, que en aquella època volia dir conquerit, apoderat, etcètera.

## Història

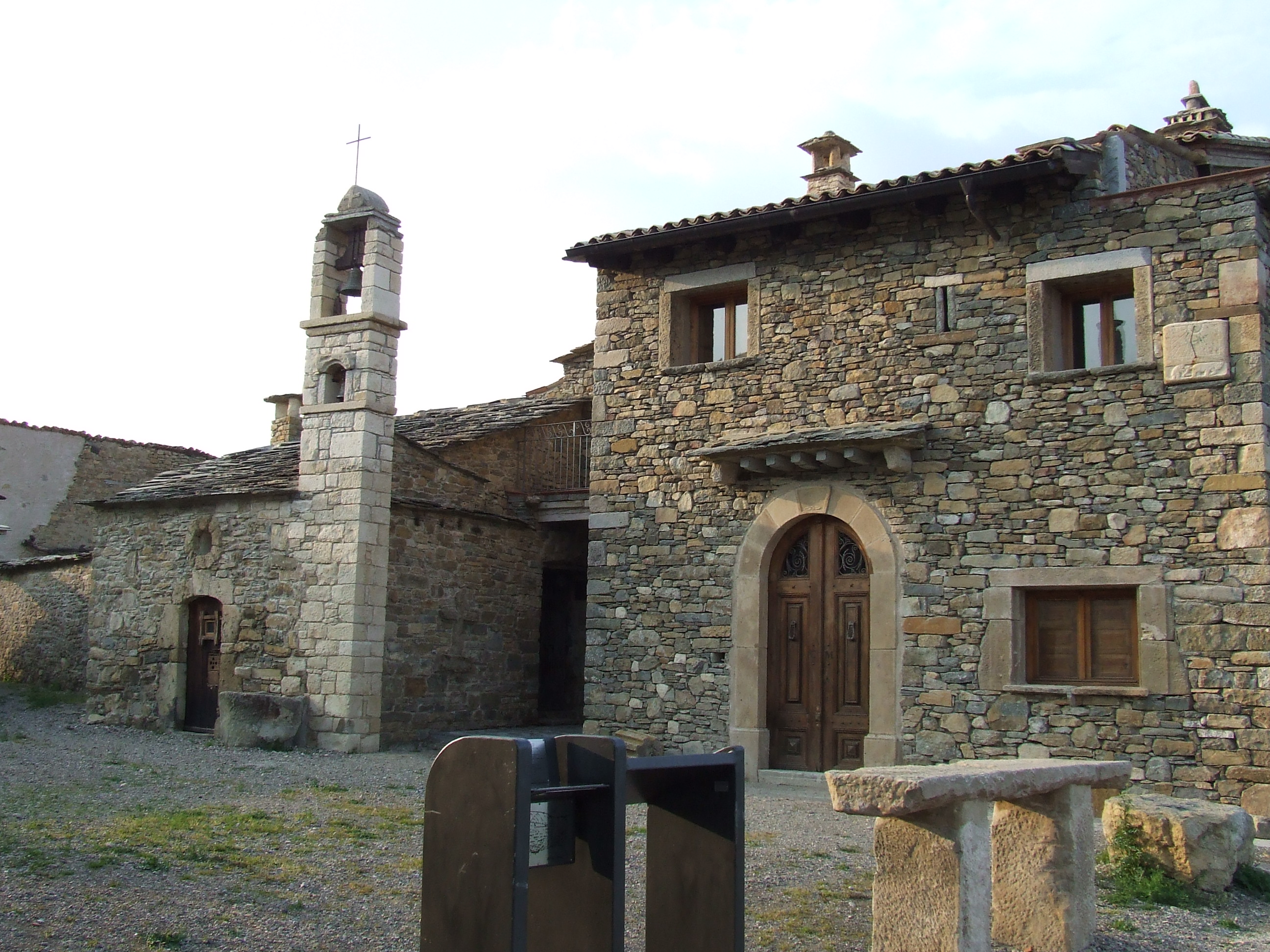
La plaça major, amb Casa Josep i la capella de Sant Miquel

Tot i no tenir església per al conjunt del poble, dues de les seves cases tenen capella pròpia i, quan cal, fan les funcions de capella de Vilamolat: Casa Miret té la capella de la Mare de Déu del Roser, mentre que Casa Josep (o Casa Castells), té la de Sant Miquel.
Els de Vilamolat participaven, fins i tot amb bandera pròpia, a la major part d'aplecs de la comarca: Santa Maria de Mur, Sant Salvador del Bosc, Sant Salvador de la Serra, la Mare de Déu d'Arbull, etcètera.